# مگردیچ خریمیان
مگردیچ خریمیان (ارمنی: Մկրտիչ Խրիմեան؛ ۴ آوریل ۱۸۲۰ – ۲۷ اکتبر ۱۹۰۷) که با عنوان خریمیان هایریک (ارمنی: Խրիմեան Հայրիկ) نیز شناخته می‌شود. او رهبر مذهبی و سیاسی بود؛ وی در بیداری و تقویت احساسات ملی ارمنی اهمیت قاطع داشته‌است.
ارمنیان به او لقب «پدر میهن» دادند و او را با «جوزپه گاریبالدی» مقایسه می‌کنند.

## زندگینامه
وی در سال ۱۸۲۰ میلادی در وان متولد شد. او نخست آموزگار و سپس کشیش شد؛ در مراکز مختلف ارمنی یعنی در قسطنطنیه، اورشلیم و کیلیکیه و در «صومعه سیس» اقامت گزید و در سال ۱۸۵۴ میلادی در زمان بازگشت به وان یک ماشین چاپ با خود آورد و در ۱۸۵۶ میلادی مجله‌ای به نام عقاب واسپوراکان منتشر کرد؛ هنگامی که به ریاست واراگاوانک رسید بی‌امان به مبارزه با جهل و نادانی ارباب کلیسا پرداخت. او به صومعه کاراپت مقدس، موش رفت و در آنجا یک مجله تحت عنوان «عقاب تارون» راه انداخت.
در سال ۱۸۶۹ میلادی هنگامیکه به سمت پیشوای روحانی و اسقف بزرگ ارمنیان در قسطنطنیه منصوب گردید دایماً از حقوق ارمنی‌های امپراتوری عثمانی که در زیر ستم نظام به سر می‌بردند دفاع می‌کرد. او ناگزیر شد از سمت خود به سبب عناد و خصومت حکومت عثمانی استعفا دهد.
هنری لینچ در کتاب:(ارمنستان، سفرها و مطالعات) دربارهٔ خریمیان هایریک می‌نویسد:
وقتی کشیش واراگاوانک سنگش را در آبهای راکد آن زمان؛ حیات ملت ارمنی انداخت ابتدا فقط بازتاب اندکی در میان ارمنیان بیرون از مرزهای شهرستان زادگاهش برانگیخت. لیکن موجهایی که او به آن وسیله به حرکت درآورده است از آن دم تا به حال هرگز آرام نگرفته‌اند و کسی نمی‌داند که آخر یک روز به ساحل امید برخواهند خورد یا به ساحل نومیدی. اگر تاکنون انگیزه درست و بر حقی در این دنیا وجود داشته بی گمان همان بوده که او در راه نیل به آن تا به مرحله قهرمانی پیش رفته، و هرگز احساساتی پاکتر و ناب تر از احساسات او نبوده است. هدف او ارتقاء ارمنیان و آماده کردن آنان برای ورود به عهد جدیدی بوده که او خود پیش بینی می‌کرده است. این عهد ناگزیر بایستی با بیداری احساسات ملی در ملتهای ستمدیده و با نزدیکی اعمال نفوذهای تازه‌ای از سوی مغرب زمین مشخص گردد. او اوضاع تحمل ناپذیر و نافرجام امپراتوری عثمانی را می‌دید، و نیز می‌دانست که روشهای مستبدانه دولت روسیه تزاری با روح و فکر ملتی سخت فردگرا چون ملت ارمنی که با فرهنگ مغرب زمین در تماس مستقیم است سازگار نیست. او می‌دانست که ارمنیان تاریخ دراز مدتی پشت سر خود دارند و برای اینکه ترقی و پیشرفتشان واقعی و دایمی باشد باید بر مبنای شعور ملی و آگاهی از گذشته‌شان پایه‌گذاری شود.